# 12 라운드 3: 락다운
《12 라운드 3: 락다운》(12 Rounds 3: Lockdown)은 미국에서 제작된 스테판 레이놀즈 감독의 2015년 액션, 범죄, 스릴러 영화이다. 딘 앰브로스 등이 주연으로 출연하였다.

## 출연

### 주연
- 딘 앰브로스
- 로저 크로스
- 다니엘 커드모어
- 로슬린 먼로

### 조연
- 타이 올슨
- 사라 스미스
- 레베카 마셜
- 커비 모로우
- 사무엘 스미스